# After Spring
Az After Spring egy 2016-os dokumentumfilm Ellen Martinez és Steph Ching rendezésében, amely két menekült család életét követi, akik Zaatariban, a szíriaiak legnagyobb menekülttáborában élnek.

## Háttér
A film világpremierje a 2016-os Tribeca Filmfesztiválon, nemzetközi premierje pedig a Sheffield Doc/Fest-en volt. Az alkotás nagyrészt arab és koreai nyelven készült. A film elkészítéséhez a Kickstarteren gyűjtöttek pénzt.

### Nyilvános vetítések
2019 májusában a Sufra „Szíriából, szeretettel” címmel adománygyűjtést rendezett a szíriai menekültek támogatására. Az esemény keretében levetítették az After Spring (Tavasz után) című filmet. Az összegyűlt pénzt közvetlenül a menekültek és menedékkérők támogatására ajánlották fel.

## Fordítás
- Ez a szócikk részben vagy egészben  az   After Spring című angol Wikipédia-szócikk ezen változatának fordításán alapul.  Az eredeti cikk szerkesztőit annak laptörténete sorolja fel. Ez a jelzés csupán a megfogalmazás eredetét és a szerzői jogokat jelzi, nem szolgál a cikkben szereplő információk forrásmegjelöléseként.